# Johnny Herrera
Johnny Cristián Herrera Muñoz (* 9. Mai 1981 in Angol) ist ein ehemaliger chilenischer Fußballtorwart. 

## Karriere

### Verein
Johnny Herrera begann mit dem Fußballspielen mit 14 Jahren beim Hauptstadtclub CF Universidad de Chile und wechselte 1999 aus der Jugend in die erste Mannschaft. In der Primera División kam er im ersten Jahr zweimal zum Einsatz und wurde mit dem Verein Meister. Im Jahr darauf verteidigte Universidad den Titel und gewann den Landespokal; Herrera war daran als Ersatztorhüter beteiligt. Erst ab 2001 kam er öfter zum Einsatz. Den Durchbruch hatte er dann 2004, als er Stammtorhüter wurde und mit dem Sieg in der Apertura den dritten Meistertitel mit dem Verein holte.
Nach einem weiteren Jahr in der chilenischen Hauptstadt bekam er das Angebot, Anfang 2006 zum brasilianischen Meister Corinthians São Paulo zu wechseln. Allerdings konnte er sich dort nicht durchsetzen. Nachdem es im Verein Turbulenzen gegeben hatte, schloss er sich im März 2007 dem Everton de Viña del Mar an. Nachdem er im ersten Jahr dort als Stammtorhüter noch mitgeholfen hatte, den Abstieg zu verhindern, wurde er Verein in der Apertura 2008 überraschend Meister. Trotz des Erfolgs wechselte Herrera zur Clausura zurück in die Hauptstadt zu Audax Italiano, bei dem er in den nächsten zweieinhalb Jahren blieb.
Zur Saison 2011 ging er wieder zurück zu seinem Jugendverein Universidad de Chile. Kurze Zeit später wurde er von Journalisten zum besten Torhüter Chiles und Südamerikas gewählt. Zugleich war dies die erfolgreichste Zeit von Universidad. Mit dem Gewinn der Copa Sudamericana, dem südamerikanischen Äquivalent zur UEFA Europa League, holte das Team den ersten internationalen Titel der Vereinsgeschichte. Außerdem gewannen sie mit Apertura und Clausura 2011 und der Apertura 2012 gleich drei Meisterschaften in Folge und wurden 2013 Pokalsieger.
Im April 2021 beendete der Torhüter seine Karriere, der zuletzt in Diensten von Everton de Viña del Mar stand.

### Nationalmannschaft
Bereits in der Jugendzeit wurde Herrera in die chilenischen Auswahlen berufen. 2000 war er als dritter Torhüter bei den Olympischen Spielen in Sydney, bei denen Chile Dritter wurde. Im Jahr darauf nahm er an der U-20-Weltmeisterschaft in Argentinien teil. Als er sich 2002 in der Primera División etabliert hatte, wurde er auch in der chilenischen A-Nationalmannschaft aufgestellt. Es blieb bei einem Einsatz am 17. April 2002 gegen die Türkei. Als er bei Universidad de Chile Stammtorhüter geworden war, kam er über einen weiteren Einsatz 2005 nicht hinaus. Auch nach den Erfolgen und nach der Wahl Herreras zum besten Torhüter Chiles und Südamerikas reichte es nicht zu einer Rückkehr.
Ende 2012 wurde der damalige Nationaltrainer Claudio Borghi entlassen und Herreras alter Vereinstrainer Jorge Sampaoli übernahm den Posten. Gleich für das erste Spiel im neuen Kalenderjahr wurde Herrera nominiert und auch in den folgenden Spielen stand er im Kader und spielte in drei Freundschaftsspielen, eines davon gegen Rekordweltmeister Brasilien. Im Vorfeld der Weltmeisterschaft 2014 wurde er ebenfalls mehrfach getestet und stand auch bei der knappen 0:1-Niederlage im Vorbereitungsspiel im März 2014 in Deutschland im Tor der Chilenen. Nach einer Bewährungsstrafe kurz vor der Nominierungsfrist wurde er in den Kader für die WM 2014 aufgenommen, kam aber als Ersatztorhüter nicht zum Einsatz. Sein letztes Länderspiel bestritt Herrera im November 2018 im Freundschaftsspiel gegen Costa Rica.

## Kontroversen
Herrera verursachte im Dezember 2009 in Santiago de Chile einen Autounfall, bei dem eine Studentin getötet wurde. Wegen Alkoholkonsums im Straßenverkehr wurde er zu 41 Tagen Gefängnis und zwei Jahren Führererscheinentzug verurteilt. Im Jahre 2012 wurde er wegen einer Alkoholfahrt zu 150 Tagen auf Bewährung verurteilt. Ein Vorfall im Dezember 2013 brachte ihm eine weitere Bewährungsstrafe ein; er konnte dennoch an der WM 2014 teilnehmen.